# 福顺厚面粉厂旧址
福顺厚面粉厂旧址位于中华人民共和国吉林省长春市宽城区东广街道长白路2号，长春市育新学校中学部西侧，原为双和栈面粉厂厂房，始建于1921年，1929年改为福顺厚面粉厂，主要生产“和合二仙”牌面粉，日产面粉2400袋。1945年满洲国覆灭后，因设备损毁流失，之后未能恢复生产，建筑改作他用。旧址现存一栋4层的主体建筑，一栋1层的附属建筑，主体建筑现作居民楼，附属建筑作为临街商铺。2014年公布为吉林省第七批文物保护单位。